# Callostoma distincta
Callostoma distincta är en tvåvingeart som beskrevs av Greathead 1972. Callostoma distincta ingår i släktet Callostoma och familjen svävflugor.
Artens utbredningsområde är Etiopien. Inga underarter finns listade i Catalogue of Life.